# Колтон, Соломон Исаакович
Соломон Исаакович Колтон (2 марта 1908 (15 марта 1908), Екатеринослав, Екатеринославская губерния, Российская Империя — 20 сентября 1979, Одесса, Украинская ССР, СССР) — советский оперный певец (баритон). Народный артист Казахской ССР (1944).

## Биография
Родился 2 марта 1908 (15 марта 1908) года в Екатеринославе (ныне — Днепропетровск, Украина).
В 1930 году окончил Днепропетровский музыкальный техникум. Солист оперных театров Днепропетровска (1931—1934), Луганска (1934—1936), Горького (1936—1938), Алма-Аты (1938—1949), Одессы (1949—1966).
С 1944 года член КПСС (по другим данным — с 1938 года). 
С 1950 года преподавал в Одесской музыкальной школе, в 1975—1978 годах — руководитель оперной студии Одесского дома офицеров.
Ушёл из жизни 20 сентября 1979 года в Одессе.

## Театральные работы
- Макбет («Макбет» Дж. Верди, первый исполнитель в СССР, 1959)
- Игорь («Князь Игорь» А. П. Бородина)
- Онегин («Евгений Онегин» П. И. Чайковского)
- Мазепа («Мазепа» П. И. Чайковского)
- Грязной («Царская невеста» Н. А. Римского-Корсакова)
- Риголетто («Риголетто» Дж. Верди)
- Князь («Чародейка» П. И. Чайковского)
- Демон («Демон» А. Г. Рубинштейна)
- Яго («Отелло» Дж. Верди)
- Скарпиа («Тоска» Дж. Пуччини)
- Богдан («Богдан Хмельницкий» К. Данькевича)
- Листрат («В бурю» Т. Хренникова)
- Микола («Наталка-Полтавка» Н. В. Лысенко)
- Качура («Броненосец Потемкин» О. Чишко)
- Нагульнов («Поднятая целина» И. Дзержинского)

Постановщик: «Тоска» Дж. Пуччини (1946) и «Аида» Верди (1948).

## Награды
- 1944 — Народный артист Казахской ССР[1][3].